# Sonia Krimi
Pour les articles homonymes, voir Krimi.
Sonia Krimi, née le 20 décembre 1982 à Tunis, est une femme politique française.
Elle est élue députée dans la 4e circonscription de la Manche lors des élections législatives de 2017. Membre de La République en marche (LREM), elle est parfois décrite comme l'une des figures de l'aile gauche du groupe LREM à l'Assemblée nationale. Lors des élections législatives françaises de 2022, elle est battue au second tour par Anna Pic (PS).
Tête de liste à Cherbourg-en-Cotentin lors des élections municipales de 2020, elle est battue au second tour.

## Biographie

### Jeunesse et études
Elle est née à Tunis en 1982, aînée d'une fratrie de cinq filles, d'un père ouvrier chez Peugeot à Tunis et d'une mère au foyer.
Elle a suivi des études de commerce en Tunisie, qu'elle a poursuivies, en France, par une double maîtrise en commerce international et en management et contrôle stratégique et par un doctorat à Toulon.
Elle obtient de la région Provence-Alpes-Côte d'Azur une bourse pour mener à bien une thèse en sciences économiques sur la Contribution à l’amélioration de l’apprentissage organisationnel dans les pôles de compétitivité : Le cas du Pôle Mer PACA.
Elle détient par ailleurs un master spécialisé en management de l'EDHEC Business School.[source insuffisante]

### Parcours professionnel
Pendant sa thèse à l'université de Toulon, elle enseigne, de septembre 2006 à septembre 2010, au département GEA en tant qu'ATER (attaché temporaire d'enseignement et de recherche), dans un premier temps sur un demi-poste puis à temps plein[réf. nécessaire].
Elle devient ensuite enseignante en management, comptabilité et stratégie d’entreprise à l'université Panthéon-Assas de 2010 à 2012[réf. nécessaire].
Elle demande la nationalité française, et l'obtient le 26 octobre 2012, tout en conservant sa nationalité tunisienne.
De 2013 à son élection comme députée, elle est consultante senior en performance industrielle chez Efeso Consulting, spécialisée notamment dans l’industrie du nucléaire.
En 2023, elle indique s'expatrier pour raisons familiales et renoncer à  la politique locale dans le Cotentin, tout en réservant la possibilité d'un retour ultérieur dans la vie politique.

### Parcours politique

#### Députée de laXVelégislature
Elle s'intéresse au mouvement En marche lorsque celui-ci émerge. Travaillant principalement dans le Nord Cotentin, elle rejoint le comité local à la fin de l'année 2016 et s'y engage activement.
Alors que La République en marche choisit d'investir Blaise Mistler, issu des comités de soutien d'Alain Juppé pour les élections législatives, Sonia Krimi se présente en tant que candidate dissidente dans la 4e circonscription de la Manche, celle où était élu Bernard Cazeneuve, avec le soutien de militants macronistes. À l'issue du premier tour, Sonia Krimi obtient 16,89 % des suffrages exprimés et se place en deuxième position derrière Blaise Mistler (23,76 %). Au second tour, elle est élue députée de la 4e circonscription de la Manche, en obtenant 60,93 % des suffrages exprimés,.
À la suite de son élection, Sonia Krimi intègre la commission des Affaires étrangères. Dans ce cadre, elle est nommée co-rapporteure, avec Valérie Boyer, de la mission d'information sur la lutte contre le financement du terrorisme. Elle est également membre du groupe d'amitié France-Arabie saoudite.
Le 22 septembre 2020, la Cnil émet un rappel à l'ordre à son encontre en raison de son usage du fichier national de l'Éducation nationale « Ocean » afin de transmettre ses félicitations aux lycéens lauréats du baccalauréat 2019,,.
En octobre 2019, Sonia Krimi est élue rapporteure de la commission politique de l'Assemblée parlementaire de l'OTAN.

#### Élections municipales de 2020
Elle est tête de liste LREM aux élections municipales de 2020 à Cherbourg-en-Cotentin. Elle fait notamment campagne sur la gratuité dans les transports en commun, l'alimentation des cantines en aliments issus de l'agriculture locale et biologique, le retour à la semaine scolaire de quatre jours (avec une prise en charge des enfants le mercredi matin) et la création d’une salle de sport et de spectacle pour le Cotentin. Sa liste recueille 14,3 % des voix au premier tour et arrive en troisième position. Elle se maintient au second tour et, dans le cadre d'une quadrangulaire, arrive dernière avec 8,7 % des suffrages exprimés, soit six points de moins qu’au premier tour. Elle est élue conseillère municipale et siège à compter du 5 juillet suivant.

## Prises de position

### Prises de position sur l'immigration
Elle s’oppose ouvertement au ministre de l'Intérieur Gérard Collomb pour sa proposition de durcissement de la politique migratoire. En décembre 2017, sur les bancs de l'Assemblée nationale, au cours des questions au gouvernement, elle pose une question considérée par certains observateurs comme « incisive » à son encontre, concernant l'équilibre politique de son projet de loi sur le droit d'asile et l'immigration maîtrisée et rappelant le discours d'Emmanuel Macron à Orléans demandant « plus d'humanité et de dignité » sur l'accueil des étrangers,. Dans sa réponse, Gérard Collomb souligne son « très beau parcours », précisant notamment : « j’aimerais que beaucoup de jeunes, demain, aient le même ». Elle s'abstient lors du vote en première lecture sur l'ensemble du projet de loi pour une immigration maîtrisée, un droit d'asile effectif et une intégration réussie, le 22 avril 2018. En 2019, elle met en cause l'« inefficacité » de la loi.
En juillet 2018, elle prend position pour l'accueil de l'Aquarius et milite pour l'accueil des 629 passagers secourus par l'ONG SOS Méditerranée.
En septembre 2019, avec d'autres députés dits de « l'aile gauche du groupe LREM », elle signe une tribune appelant à répartir les migrants dans les zones rurales en pénurie de main-d'œuvre. Dans le même temps, elle se dit en désaccord « total » avec le discours prononcé sur l'immigration par Emmanuel Macron devant les parlementaires de la majorité, et déclare que ses propos « créent la confusion entre les demandeurs d’asile et les millions de Français issus de l’immigration ». En novembre 2019, elle co-signe une tribune avec dix autres députés LREM pour s’opposer aux mesures prévues par le gouvernement sur l’immigration concernant la santé et notamment l’aide médicale d’État (AME), plaidant pour ne pas céder « à l’urgence et à la facilité ».

### Positionnement au sein du groupe LREM
En septembre 2018, après la nomination de François de Rugy au gouvernement, elle soutient la candidature de Barbara Pompili à la présidence de l'Assemblée nationale. Peu après, elle prend les rênes du « pôle social », un groupe informel d'une trentaine de députés LREM initialement constitué autour de Brigitte Bourguignon, qui apparaît comme l'aile gauche du groupe LREM.
Tentée de rejoindre le nouveau groupe Libertés et territoires, elle y renonce, jugeant qu'il penche trop à droite. Elle est membre du « Collectif social-démocrate », groupe d'une vingtaine de députés se réclamant de "l'aile gauche" du groupe LREM, constitué en juin 2019.

## Ouvrage
- Avec Matthieu Pelloli, Dieu va te suspendre par les cils, Paris, Robert Laffont, 2020  (ISBN 9782221243169).